# Sanniquellie
Sanniquellie is de hoofdplaats van de Liberiaanse county Nimba.
Bij de volkstelling van 2008 telde Sanniquellie 11.415 inwoners.